# Hogna gratiosa
Hogna gratiosa là một loài nhện trong họ Lycosidae.
Loài này thuộc chi Hogna. Hogna gratiosa được Carl Friedrich Roewer miêu tả năm 1959.